# Inglês como língua franca
Inglês como língua franca (ILF) corresponde a qualquer uso da língua inglesa entre falantes de diferentes línguas maternas para quem o inglês é o meio de comunicação escolhido e, frequentemente, a única opção. O uso do ILF acontece quando você com frequência, em contextos  multilíngues e internacionais, e, em tais contextos comunicativos, a escolha de qual variedade da língua inglesa a ser usada depende dos falantes envolvidos. Em geral, múltiplas variedades da língua inglesa são representadas nessas situações, uma vez que cada usuário traz aquela com a qual tem mais familiaridade. Por essa razão, nesses contextos comunicativos, os participantes empregam várias estratégias para negociar diferenças em formas e uso da língua inglesa visando a inteligibilidade mútua e o alcance dos objetivos comunicativos. Dentre essas estratégias comunicativas, encontram-se as seguintes: habilidade de acomodação, sinalização de incompreensão, pedido/fornecimento de repetições, paráfrases, code-switching, etc.

## A língua inglesa na contemporaneidade
A paisagem sociolinguística do mundo apresenta um panorama da língua inglesa linguística e culturalmente diverso. Tal realidade tem se tornado cada vez mais complexa se comparada à de outras línguas no mundo de hoje. As novas tecnologias trouxeram novas oportunidades linguísticas, fazendo com que a língua inglesa emergisse como a língua de primeiro plano em muitas atividades da sociedade atual. Um exemplo disso, é o acordo internacional para uso de uma variedade especializada do inglês para os tráfegos aéreo e marítimo. Há ainda agências internacionais, como as Nações Unidas e a Associação das Nações do Sudeste Asiático, que fazem uso do inglês como língua oficial ou de trabalho.  Além disso, o desenvolvimento da internet e da comunicação online tem criado mais oportunidades para o uso do inglês em contextos multilíngues.  Consequentemente, os falantes da língua inglesa não estão necessariamente localizados em uma fronteira geográfica. Eles habitam e praticam outras línguas e culturas em suas próprias localidades. No entanto, apesar da heterogeneidade linguística e cultural e da separação espacial, o inglês é reconhecido por esses falantes como um recurso compartilhado que assegura uma comunicação bem sucedida. Fazendo uso da bem conhecida metáfora de Anderson (1984), essas comunidades podem ser vistas como comunidades imaginadas (imagined communities). Embora alguma proficiência em inglês seja, certamente, necessária, o nível requerido para fazer parte dessas comunidades invisíveis ainda não se encontra definido.
Dessa forma, a expansão global do inglês e o aumento do número de usuários bilíngues e multilíngues desse idioma tem levado ao surgimento de diferentes variedades da língua inglesa. Com suas formas plurais, o inglês é um veículo para usuários do inglês projetarem suas identidades culturais.

## Outras terminologias do inglês
A discussão acerca do que significa o inglês na atualidade, devido à amplitude de suas performances nos mais diversos contextos do mundo, tem resultado numa crescente e profícua literatura que apresenta definições e compreensões concorrentes em razão da multiplicidade de perspectivas e posicionamentos ideológicos. A título de ilustração, pode-se destacar algumas terminologias utilizadas para nomear o inglês na atualidade, tais como, World Englishes, World English, Global English (Inglês Global) e International English (Inglês Internacional). Tais termos, com seus significados brevemente diferenciados, podem sublinhar aspectos distintos da expansão e variação da língua inglesa ou podem apresentar-se sobrepostos e intercalados.
As discussões sobre essas terminologias ainda continuam em aberto, propiciando cada vez mais a compreensão de que as línguas são, na verdade, sempre muitas línguas e, por esse motivo, o inglês não pode se constituir como uma exceção. A realidade sociolinguística contemporânea da língua inglesa tem conduzido um número crescente de pesquisadores no campo da Linguística e/ou da Linguística aplicada para o desenvolvimento de diferentes enquadramentos ou abordagens acadêmicas, em busca de conceitos e pesquisas que melhor se aplicam ao ensino e ao aprendizado da língua inglesa, já que nesse atual contexto de globalização, o inglês falado pelo mundo tem desafiado a superioridade inquestionável de noções, como, por exemplo, Received Pronunciation e General American, ao propor uma visão mais liberal e democrática de língua.

## Inglês como língua estrangeira vs. Inglês como língua franca
A visão que está subjacente no processo de ensino de inglês como língua estrangeira (ILE) é a de que essa perspectiva realça a importância de aprender sobre os aspectos culturais e a sociedade do falante nativo. Essa forma de compreensão da língua faz sentido para os aprendizes que têm como aspiração aprender o inglês igual ao do nativo. Assim, seria completamente válido para o ensino de língua estrangeira harmonizar a aprendizagem de uma língua à cultura a ela associada, já que o propósito primário da aprendizagem de uma língua estrangeira é engajar-se com a sua respectiva comunidade.
No entanto, esse é um contexto bastante diferente daquele que os pesquisadores do ILF estão investigando, pois os seus proponentes  sugerem que o inglês deve ser ensinado e avaliado conforme as necessidades e aspirações de um número cada vez maior de falantes não nativos que utilizam o inglês para se comunicar com outros não nativos. Assim, as normas da língua são estabelecidas durante as interações e são reguladas pelas próprias exigências interacionais, em vez de serem relacionadas ao que é correto ou apropriado sob o ponto de vista dos falantes nativos.
Nesse sentido, o ILF e o ILE são dois fenômenos distintos orientados por necessidades e interesses bastante diferentes: a) da perspectiva do ILF, em contraposição com o ensino do ILE, a “inteligibilidade” é mais importante do que a “precisão” em termos do padrão nativo; b) os conceitos de “natividade” e “autenticidade” são substituídos por “práticas locais” e “relevância”; c) o conceito “repertório linguístico” torna-se mais elementar do que “língua alvo”; d) a palavra “correção” dá lugar à “negociação”; e) a aplicação de “regras gramaticais” torna-se menos eficaz do que o desenvolvimento da “consciência metalinguística”; f) da perspectiva do ILF, o distanciamento das normas do inglês como língua nativa é visto como uma característica potencial e emergente a ser explorada, enquanto na perspectiva do ILE tal distanciamento é visto como sinal de incompetência linguística; g) o ILF é sustentado pelas teorias de contato e evolução da língua, enquanto o ILE se sustenta em teorias de interferência e fossilização da língua materna; e h) sob a ótica do ILF, a mudança de código é considerada um recurso pragmático bilíngue crucial na comunicação, já para o inglês como ILE, ela é considerada como uma evidência lacunar no conhecimento dos falantes não nativos do inglês.

## Corpusdo ILF
É provável que o maior, mais avançado e mais conhecido projeto de pesquisa sobre o ILF seja o Vienna-Oxford International Corpus of English (VOICE), que consiste em um corpus de gravações e transcrições de áudio de interações orais em língua franca. Este projeto, conduzido pela pesquisadora Barbara Seidlhofer, propõe estabelecer uma base empírica sólida para a investigação do fenômeno do ILF. Embora o VOICE seja um corpus que visa fornecer base para qualquer tipo de pesquisa relacionada ao ILF, o foco principal tem-se concentrado no léxico-gramática, supostamente por ser um tópico de extrema importância para a pedagogia de línguas.
O segundo principal corpus do ILF, o English as a Lingua Franca in Academic Settings (ELFA), foi lançado dois anos depois do VOICE sob a coordenação de Anna Mauranen na Universidade de Helsinki, Finlândia. Essa compilação busca capturar interações orais entre falantes de diferentes línguas maternas em programas de certificação internacional e em outras atividades da universidade que são regularmente realizadas em inglês. Outro corpus potencialmente importante é o Asian Corpus of English (ACE), coordenado por Andy Kirkpatrick em Hong Kong. Esse corpus reúne dados de várias partes da Ásia oriental onde o inglês é usado como língua franca entre falantes multilíngues.
No nível fonológico, Jennifer Jenkins propõe o Lingua Franca Core (LFC), uma espécie de núcleo linguístico que visa identificar as regularidades que obstruem – e aquelas que não obstruem – a inteligibilidade da pronúncia quando o inglês é utilizado em contextos de língua franca. Com o Lingua Franca Core, muitos dos “erros” que são considerados alvo de correção, passariam a ser vistos como características autênticas do sotaque dos falantes não nativos. Sendo assim, os aprendizes interessados no ILF poupariam esforços e não perderiam tempo de aula com aspectos que não se configuram obstáculo para o sucesso comunicativo, pois o foco pedagógico estaria voltado para os itens que são essenciais em termos de pronúncia inteligível. O Lingua Franca Core não é um modelo de pronúncia e sim uma série de orientações, que ainda requer maiores evidências empíricas.

## A crítica
As polêmicas em torno do ILF têm surgido em razão dos diversos entendimentos provindos de diferentes pesquisadores associados a esse campo de pesquisa. Dentre as principais críticas, destacam-se as tendências em acreditar que o ILF seja tomado como uma variedade do inglês; que o ILF adota uma visão ingênua dos processos de globalização; e que o campo sofre de inconsistências conceituais.
As pesquisas realizadas à luz dos pressupostos do ILF buscam ilustrar a natureza híbrida e mutável da língua a partir do interesse em documentar regularidades em situações de língua franca com o objetivo de ressaltar as estratégias pragmáticas adotadas pelos falantes, o que, contrariamente, não significa tentar codificar o ILF como uma variedade, conforme atestam os críticos. Baker e Jenkins (2015) são enfáticos ao dizerem que delinear o ILF como uma variedade da língua inglesa não faz parte do discurso contemporâneo dos recentes estudos desse campo.
Estudos empíricos revelam que a comunicação por meio do ILF se orienta para o conteúdo, ficando a forma em um plano secundário. Desse modo, para atingir os propósitos comunicativos, os interagentes utilizam estratégias de negociação e acomodação, deixando clara a natureza cooperativa dessas interações. Tendo isso em vista, os críticos alegam que o ILF consiste em uma versão incompleta e reduzida da língua, visão esta que encontra pouca credibilidade frente à riqueza da língua demonstrada pela criatividade entre falantes do ILF.
Outro alvo de crítica incide na falácia de que o ILF tem sido pensado e planejado para neutralizar o inglês, para retirá-lo das mãos dos falantes nativos anglo-saxônicos. O ILF não poderia ser considerado neutro, já que pertence a todos que o utilizam e por isso mesmo carrega os valores socioculturais e a história que os falantes trazem consigo no processo de co-construção.
Os críticos também apontam que as conclusões apresentadas por proponentes do ILF estão baseadas em um corpus limitado de falantes, cujas interações acontecem em situações elitizadas nos domínios do comércio internacional, educação, pesquisa e lazer, circunstâncias essas que não são representativas dos usos do inglês em escala global. Ou seja, segundo esse argumento, o projeto do ILF estaria interessado em um tipo educado de inglês, possivelmente para mostrar o uso do ILF por falantes mais privilegiados como um modelo legítimo que pode concorrer com a hegemonia dos falantes nativos.
No tocante ao ensino, o argumento apresentado pelos críticos reside no fato de que professores têm expressado suas preferências pelo inglês do falante nativo. Todavia, tais profissionais estão dentre aqueles que acreditam na premissa de que o processo de comunicação se resume à gramática, ao vocabulário e à pronúncia. De outra parte, professores associados à perspectiva do ILF enxergam o ensino da língua como uma gama muito mais vasta de habilidades, conhecimento e atitudes que inclui estratégias de comunicação, competência pragmática, e consciência linguística e cultural.